# Временный президент Сената США
Временный президент (председатель) Сената США (англ. President pro tempore of the United States Senate) — американское должностное лицо, руководящее работой Сената США в отсутствие его формального главы — вице-президента США.
Должность Временного президента обычно занимает самый старший сенатор от партии, получившей большинство, но также вице-президент может предложить на эту должность и другую кандидатуру. Сенаторы выбирают временного президента простым большинством голосов. По американской конституции высшим лицом в Сенате является вице-президент США, хоть обычно и не председательствующий в нём в силу своих других должностных обязанностей. Во время отсутствия вице-президента Временный президент Сената председательствует в Сенате или назначает другого сенатора для этих процедур. При этом он как сенатор также непосредственно представляет свой штат (государство), от которого и был избран. Временный президент Сената США занимает третье место в списке замещения должности президента после спикера Палаты представителей США, являясь, по сути, четвёртым человеком в иерархии политической системы Соединённых Штатов. В настоящее время Временный президент — республиканец Чак Грассли (с 2025 года).

## История

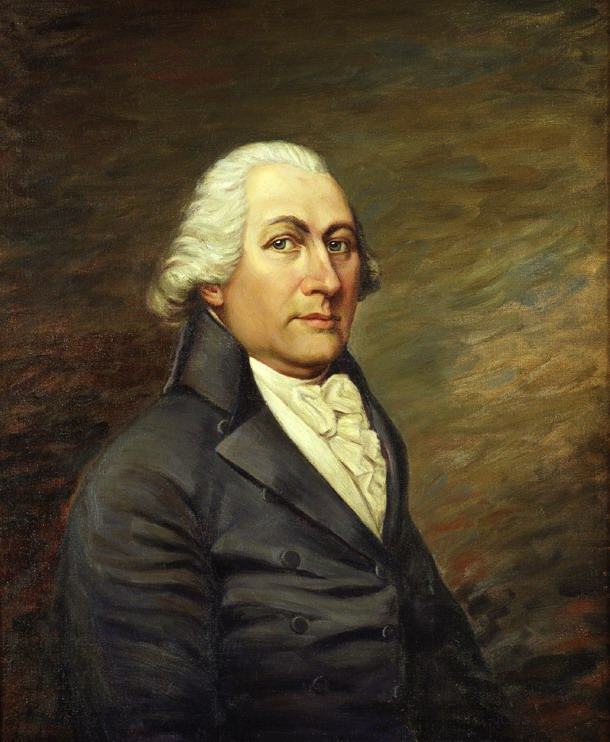
Джон Лэнгдон — первый временный президент Сената США.

Должность временного президента Сената предусматривается конституцией США, принятой в 1787 году. Первым временным президентом был избран Джон Лэндон в апреле того же года. Первоначально должность возникла на временной основе, так как вице-президент не всегда мог присутствовать на заседаниях Сената. До 1960-х годов председательствовать на заседаниях Сената ежедневно было обычной практикой для вице-президента, так что временный президент получал управление, только когда не было вице-президента.
До 1891 года полномочия временного президента длились до возвращения вице-президента или до закрытия сессии Конгресса. Между 1792 и 1886 годами временный президент Сената был вторым в линии наследования президентских полномочий после вице-президента и перед спикером Палаты представителей.
Когда в отношении Эндрю Джонсона рассматривали дело об импичменте в 1868 году, в стране не было вице-президента, и временный председатель Сената Бенджамин Уэйд был следующим кандидатом. Радикальность Уэйда, как полагают многие историки, и стала основной причиной, по которой сенаторы не хотели видеть его главой Белого дома, и, в частности может быть и из-за этого Джонсон и был оправдан. Должности временного президента Сената и спикера Палаты представителей были удалены из линии наследования президентской власти в 1886 году, однако в 1947 году были восстановлены, правда с некоторой поправкой: теперь должность спикера нижней палаты стала располагаться выше должности временного президента Сената.
Только трое из временных президентов Сената впоследствии смогли стать вице-президентами США: Джон Тайлер, Уильям Кинг и Чарльз Кёртис, при этом Джон Тайлер потом стал ещё и президентом США, вступив на эту должность после смерти Уильяма Генри Гаррисона в 1841 году.

## Полномочия и обязанности
Должность временного президента Сената введена конституцией США (статья I, раздел 3). Хоть по своей сути она и схожа с должностью спикера Палаты представителей США, но полномочия временного президента более ограничены. В сенате власть в основном сосредоточена в руках лидеров победивших партий и отдельных сенаторов, поэтому основными полномочиями временного президента являются решения по порядку ведения заседаний. Также временный президент назначает различных должностных лиц, комиссии, комитеты. Совместно с секретарём Сената и парламентским приставом осуществляет общий порядок на заседаниях.

### Заместитель временного президента
Пост заместителя временного президента Сената был введён для Хьюберта Хамфри, бывшего вице-президента, в 1977 году, когда он потерпел неудачу и его не выбрали временным президентом. Резолюцией Сената было введено положение, по которому любой бывший президент и вице-президент при избрании в Сенат имеют право стать заместителем временного президента. После смерти самого Хамфри в 1978 году такого в истории больше не случалось, однако в 2002 году Уолтер Мондейл пытался победить на выборах в Сенат, но потерпел поражение. Также в истории до Хьюберта Хамфри только один человек из первых двух лиц государства впоследствии стал сенатором: президент Эндрю Джонсон в 1875 году.
Джордж Митчелл был избран заместителем в 1987 году в связи с болезнью временного президента Сената Джона Стенниса и стал исполняющим обязанности временного президента Сената. Однако с 1988 года должность остаётся вакантной, и никто, кроме Хамфри и Митчелла, её больше не занимал.
Пост заместителя является скорее почётным и церемониальным, однако ему соответствует и бо́льшая заработная плата. По закону она составляет не меньше, чем у лидеров большинства и меньшинства в парламенте.

## Заработная плата
Заработная плата временного президента по состоянию на 2006 год составляет 188 500 $; она примерно равна заработной плате лидера большинства победившей на выборах партии и лидера проигравшей партии. Если временный президент станет вице-президентом, то его зарплата составит 221 000 $.